# Pristigasteridae
Pristigasteridae vormen een familie van vissen binnen de orde van haringachtigen (Clupeiformes).
De taxonomie van deze familie is omstreden. Volgens Fishbase bestaat deze familie uit 37 soorten in negen geslachten. ITIS verdeelt deze familie nog onder in twee onderfamilies: Pelloninae en Pristigasterinae, terwijl Nelson slechts drie geslachten onderbrengt in deze familie: Ilisha, Pellona en Pristigaster.

## Onderfamilies en geslachten
- Onderfamilie Pelloninae
  - Chirocentrodon Günther, 1868
  - Ilisha Richardson, 1846
  - Neoopisthopterus Hildebrand, 1948
  - Pellona Valenciennes, 1847
  - Pliosteostoma Norman, 1923
- Onderfamilie Pristigasterinae
  - Odontognathus Lacépède, 1800
  - Opisthopterus Gill, 1861
  - Pristigaster Cuvier, 1816
  - Raconda Gray, 1831